# أماندا سوميرفيل
أماندا سوميرفيل (بالإنجليزية: Amanda Somerville) (و. 1979  م) هي موسيقية، ومغنية، ومغنية مؤلفة، وملحنة، ومدرب صوتي أمريكية، ولدت في فلاشينغ، تستخدم آلات آلة مفاتيح.

## التعليم
تعلمت في جامعة ميشيغان.

## روابط خارجية
- أماندا سوميرفيل على موقع IMDb (الإنجليزية)
- أماندا سوميرفيل على موقع ميوزك برينز (الإنجليزية)
- أماندا سوميرفيل على موقع أول ميوزيك (الإنجليزية)
- أماندا سوميرفيل على موقع أول ميوزيك (الإنجليزية)
- أماندا سوميرفيل على موقع ديسكوغز (الإنجليزية)